# Silver Soul
Silver Soul è l'ottavo album di inediti del gruppo musicale inglese And Also the Trees, pubblicato nel 1998.

## Tracce
1. Nailed
2. Blue runner
3. Rose-Marie's leaving
4. The cyclone
5. Where the souls meet
6. Get critical
7. Before the power goes down
8. The obvious
9. Jewel Park
10. Highway 4287